# 安平開臺天后宮
23°00′02″N 120°09′38″E / 23.0006165°N 120.1606886°E
安平開臺天后宮位於臺灣臺南市安平區安平古堡正前方，是安平四大公廟之一，也是安平區最大的廟宇。據清代方志記載該廟原稱「天妃宮」，原本位在安平鎮渡口（現在的石門國小），日治時期因故遭到拆毀標售而將廟中神像暫時寄祀在安平六社各廟宇，直到民國51年（1962年）才在清代水師衙門舊址上重建廟宇。

## 沿革

### 建廟由來

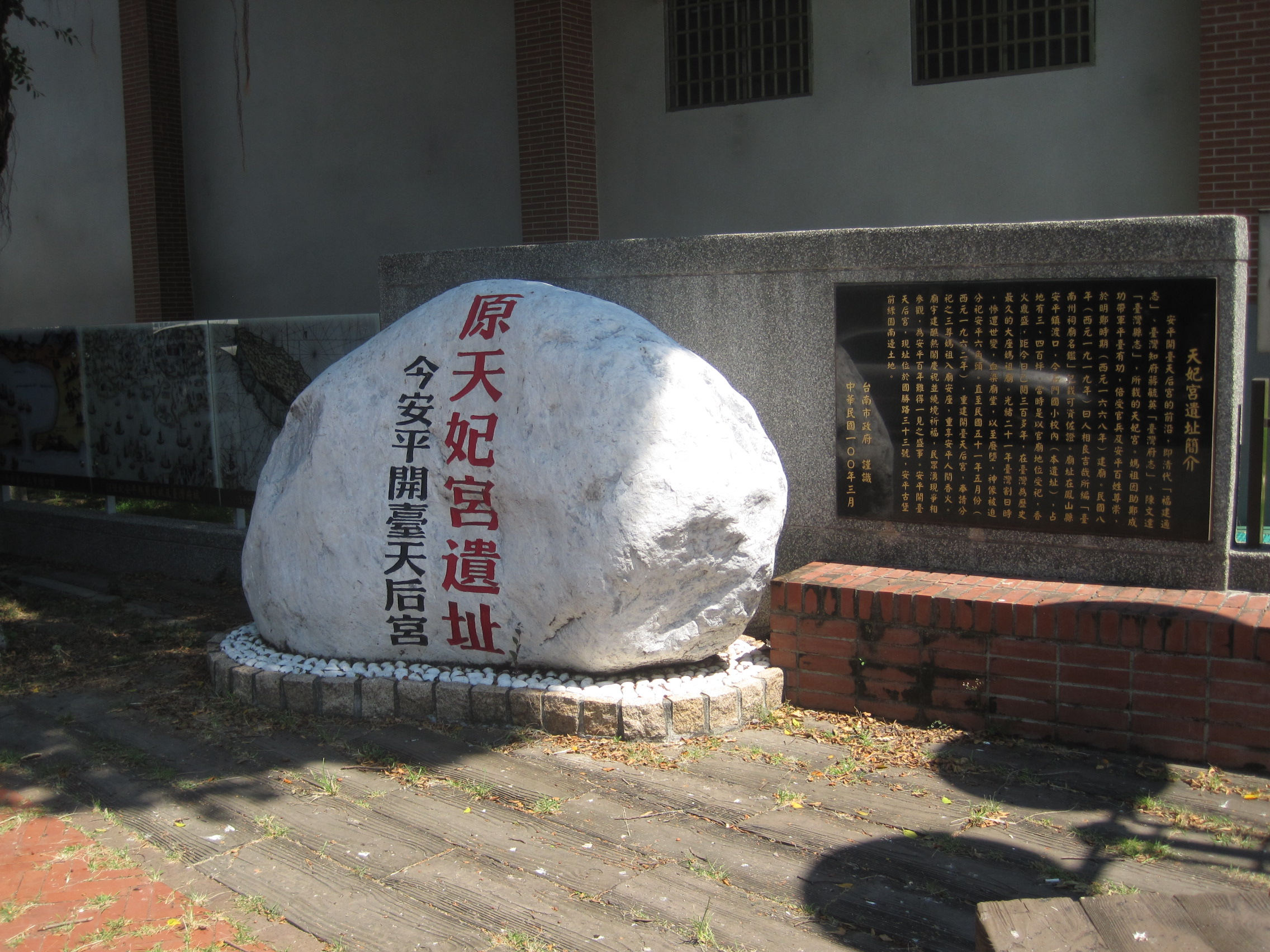
原天妃宮遺址碑，位於石門國小北側圍牆外

安平開臺天后宮沿革記載，其所供奉的媽祖，是1661年隨船護祐鄭成功率舟師來臺的守護神，於永曆二十二年（1668年）正式建廟。但清朝方志並未明確記載該廟的創建年代，而最早記載安平開臺天后宮的志書是康熙廿五年（1686年）的《福建通志》，只提到「天妃宮」在安平鎮渡口一事。到了昭和八年（1933年）的《臺南州祠廟名鑑》，才明確寫說興建於1668年。對此學者李獻璋與石萬壽的說法支持建於明鄭之說，而學者盧嘉興、蔡相煇的說法則質疑明鄭究竟有無流行媽祖信仰。
此外，據說開臺天后宮的媽祖是鄭成功從湄州天后宮迎請而來，該說法在日治時期初期的〈請求安平天后宮給還書〉便有出現。

### 發展

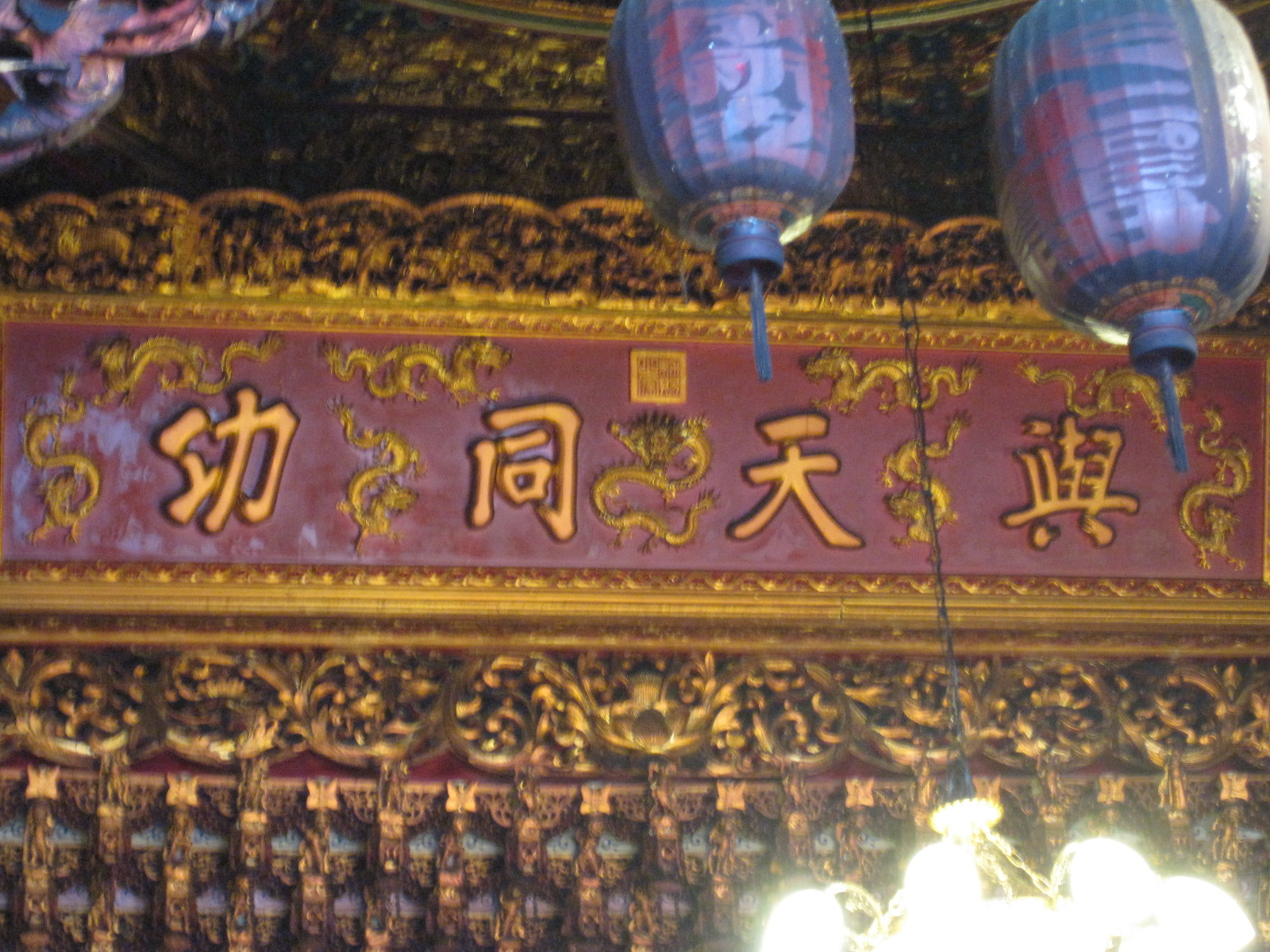
光緒皇帝御匾－「與天同功」

清朝統治初期的安平因為是重要港口的關係，所以相當繁榮，連帶地天后宮的香火也相當興盛。但隨著其他地區港口發展起來，加上安平港逐漸淤積，使得安平逐漸沒落，天后宮的香火也受到影響。
根據安平文人林勇採訪耆老的記錄，在1895年日軍進入安平時，仍有清兵（劉永福黑旗軍）在天后宮中，後來遭到日軍圍剿，僅1人逃出。後來日軍在廟後挖坑，埋葬被殺的56人。之後據說天后宮附近常有冤魂出現，信眾因而不敢上香，董事們也認為廟宇被腥血所濺有失清靜而敬而遠之，天后宮遂逐漸荒廢。而在日治時期初期，安平天后宮被視為官有家屋，交由日本陸軍經營部管理，為憲兵隊安平屯所使用，憲兵隊撤出時安平郵便電信支局於明治廿九年（1896年）向憲兵隊第三區隊本部交涉將天后宮轉由該機構使用，次年（1897年）4月28日憲兵隊曹長坂本信立同意安平郵便電信支局將天后宮當成職員宿舍。對此安平居民希望能夠索回天后宮，於明治三十年（1897年）7月10日便有向臺南縣知事磯貝靜藏提出的〈請求安平天后宮給還書〉，之後縣廳裁示要安平郵便電信支局盡速歸還，但等到明治四十年（1907年）3月11日安平郵便電信支局遷入新廳舍後才交還民間。天后宮曾於明治卅三年（1900年）被充作安平公學校（石門國小前身）教室，天后宮可能受此影響而香火不振，並在大正七、八年（1918、1919年）左右被拆除標售。天后宮被拆毀之後，廟中神像分祀於安平各廟宇。大媽與配祀撐扇宮娥寄祀在海頭社廣濟宮；二媽與千里眼順風耳寄祀在十二宮社三靈殿，後因廟宇狹窄而移於港仔尾社靈濟殿；三媽初寄祀在王城西社西㡣殿，後改祀於囝仔宮社妙壽宮。
二次大戰後，地方人士希望能重建天后宮，經臺南市政府撥允安平古堡前原水師衙門土地後，於民國51年（1962年）重建，四年後（1966年）的4月11日完工，迎回分散各地的神像。在這之後廟宇仍不斷擴建，約到民國64年（1975年）時完工。但卻在民國79年（1990年）4月時失火，不過三尊媽祖像倖免於難。火災後天后宮再次重建，至民國83年（1994年）11月完工，之後舉行五朝慶成大典。

## 建築

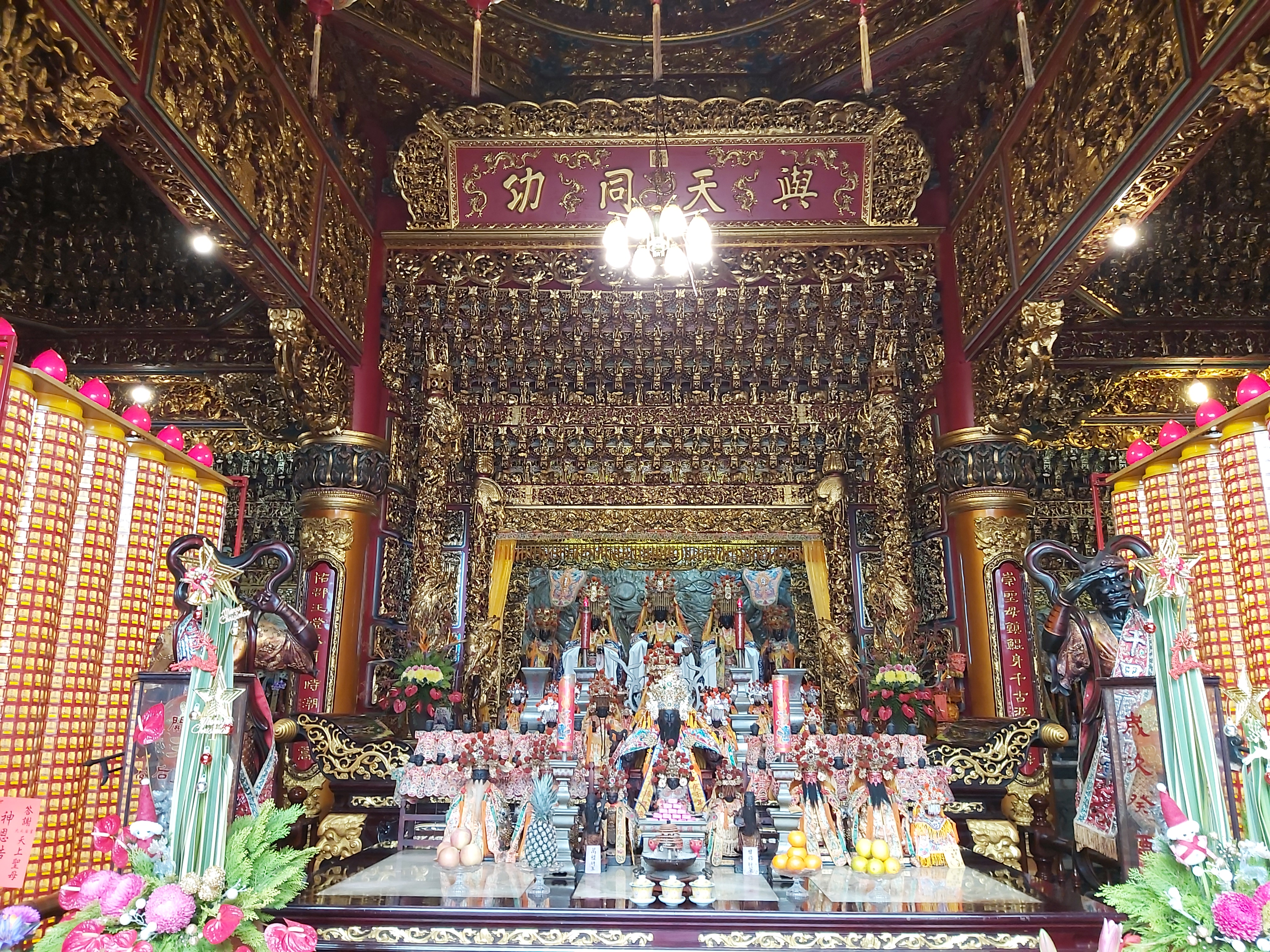
正殿

該廟主體建築為1962年時興建的鋼筋混擬土結構，座西北朝東南。三川殿屋頂為重簷歇山頂，並鋪上綠色琉璃瓦，而在廟前與入口各置有一對石獅。

## 祀神
天后宮主祀天上聖母，同祀延平郡王、五水仙尊王、四海龍王、斗姥元君、太歲星君、文昌帝君、石將軍等神祇。正殿所供奉的三尊媽祖像為軟身雕像，高約四尺，梳湄州髮髻並著三寸金蓮，面貌安祥，而其座前腳為宋代型制，相當珍貴。
|          |                            |          |
| 四海龍王 | 媽祖與開臺聖王（延平郡王） | 水仙尊王 |

### 石將軍
天后宮裡供奉有一對石將軍，據說是為了鎮住府城三郊在兌悅門所設的風水陣法而設。石將軍據說原本立在天后宮（舊址）後殿外牆東邊，據連橫的說法兩尊石將軍分別是平埔人半身像與鄭成功墓前的石翁仲，不過安平地區另有說法認為石將軍跟天后宮媽祖一樣是鄭成功所帶來。
|                    |                                     |
| 石將軍像與文昌帝君 | 石將軍鎮駐遺址碑， 位在石門國小校內 |

## 宗教活動

### 安平迎媽祖
安平迎媽祖的活動起源於何時已不可考，但在《安平縣雜記》有相關記載。根據日治時期的文獻記載，每年農曆三月二十日，安平居民會到設在北汕尾的「香山」遙祭湄洲祖廟，由於當時兩地無陸路相連，所以必須搭船前往。中午後則搭船回到安平進行遶境。
日治時期天后宮雖遭日本官方佔用，但迎媽祖的活動仍有舉辦，後來才因故中斷。二次大戰後，海頭社在1947年重新發起迎媽祖活動，日期仍在農曆三月二十日，但「香山」改設於安平海邊。次年海頭社廣濟宮在元宵節後邀請六角頭社廟宇執事商議，再次舉行，1949年改由港仔尾社靈濟殿舉辦。但之後因戒嚴，1950年並未舉辦且迎媽祖活動再次中斷。1961年安平六社再次舉行迎媽祖活動，這次改由囝仔宮社妙壽宮主辦，同時安平居民有了重建天后宮的提議。而在1981年以後，安平迎媽祖活動逐漸形成在寅、午、戌年舉行的慣例，此外因為三鯤鯓（漁光里）改隸安平區，「香山」改設於三鯤鯓海邊。而隨著五期重劃區的開發，天后宮信仰圈也擴大，原本一日的遶境因而在2010年改成兩日。
安平迎媽祖的儀式，由「八班夜巡」開始。安平鎮城隍廟的七爺八爺會在媽祖出巡前3日的傍晚到天后宮報壇，之後展開連續3天的夜巡，巡視繞境所經的路線。在繞境前2日下午，會進行「恭請媽祖登轎」儀式，其中大媽、二媽、三媽因是軟身神像，平常便坐於轎椅上，所以在儀式中是將「神轎」給組裝起來而非將神像請上神轎。而在繞境前一晚，城隍廟的城隍爺會進駐天后宮，以備隔天一早擔任媽祖出巡的先鋒。
迎媽祖當天，媽祖神轎會前往位在三鯤鯓的香山，駐駕於面朝湄洲的棚架，而後舉行儀式恭送媽祖神靈返回湄洲。待媽祖神靈自湄洲回駕後，會在祭壇內舉行插金鳳釵的儀式。之後媽祖神轎會繞境三鯤鯓社與五期重劃區的三個角頭社，晚上則駐駕於行館，次日再遶安平六社，最後回鑾安座。

### 締結金蘭
2011年，透過臺南市政府文化局和日本媽祖文化交流協會牽線，與日本長崎市的東明山興福寺締結為金蘭寺廟。

### 其他
安平地區的居民有讓小孩跟天后宮媽祖「拜契」，做「契子女」的習俗，而特別的是安平開臺天后宮會讓延平郡王作見證人，於〈立契誼子拜契書〉中可看到「延平郡王為中人」的文字。此外安平開臺天后宮也有「做十六歲」，與其他地方不同的是還有「登王城（安平古堡）」的步驟。

## 外部連結
- 官方网站 （页面存档备份，存于）
- 安平開臺天后宮的Facebook專頁